# Abatia stellata
Abatia stellata là một loài thực vật có hoa trong họ Liễu. Loài này được Lillo mô tả khoa học đầu tiên năm 1916.